# Кольдевей, Роберт
Роберт Иоганн Кольдевей (нем. Robert Johann Koldewey, 10 сентября 1855, Бланкенбург — 4 февраля 1925, Берлин) — немецкий архитектор, историк архитектуры, преподаватель и археолог, один из крупнейших немецких археологов, занимавшихся ближневосточной археологией. Определил место и с помощью длившихся с 1898—1899 по 1917 год раскопок подтвердил существование легендарного Вавилона. До этого также принимал участие в раскопках Трои и на острове Лесбос. Наряду с Дёрпфельдом считается одним из первых специалистов по архитектурной археологии.

## Биография
Родился в семье таможенника Германа Кольдевея и его супруги Дорис, урождённой Купфер. Его дядя Карл был известным путешественником, полярным исследователем и директором адмиралтейства в Гамбурге.
Учиться начал в гимназии в Брауншвейге; в 1869 году семья переехала в Альтону, где он в статусе «тертианера» (ученик 5—6-го класса гимназии) поступил в гимназию Кристианиум и в 1875 году получил аттестат зрелости; в документе на зачисление в гимназию он в качестве своей будущей желаемой профессии обозначил строительное дело. После изучения архитектуры, археологии и истории искусства в Берлине, Мюнхене и Вене, завершённого им без получения учёной степени, устроился на неоплачиваемую должность мелкого чиновника по техническим вопросам регирунгсбауфюрера (такую должность занимали обычно инженеры той или иной специализации, которые после трёхлетней стажировки могли получить оплачиваемое место государственного служащего) в вольном и ганзейском городе Гамбурге. В этот же период времени Кольдевеем были установлены контакты с Францем Андреасом Мейером, дядей известного археолога и египтолога Эдуарда Мейера, и Альфредом Лихтварком, первым директором Гамбургского кунстхалле.

В 1882 году Кольдевей, нанявшись к американскому археологу Фрэнсису Бэкону Генри, принял участие в своей первой экспедиции на северное побережье Средиземного моря в Ассос. По итогам своей работы в ней он в 1885 году получил заказ от Немецкого археологического института на ещё одни раскопки в Лесбосе, а затем очередные в Месопотамии, целью которых являлись поиски античных руин. В 1890—1891 годах и в 1894 году участвовал в раскопках, руководимых Феликсом фон Люшаном, арамейского города Самал (Зинчирли) на юго-востоке Турции. С января по июль 1892 и с октября 1893 по январь 1894 года путешествовал вместе с Отто Пухштейном по Южной Италии и Сицилии, где они занимались измерениями и описанием древних храмов; сам Кольдевей выполнял рисунки и схематические планы храмов. В 1894 году за свою работу получил степень почётного доктора от Фрайбургского университета. В 1895 году Кольдевей некоторое время преподавал в строительном училище в Гёрлице, но — как следует из одного из его писем Пухштейну — не получал от этой работы удовольствия. 

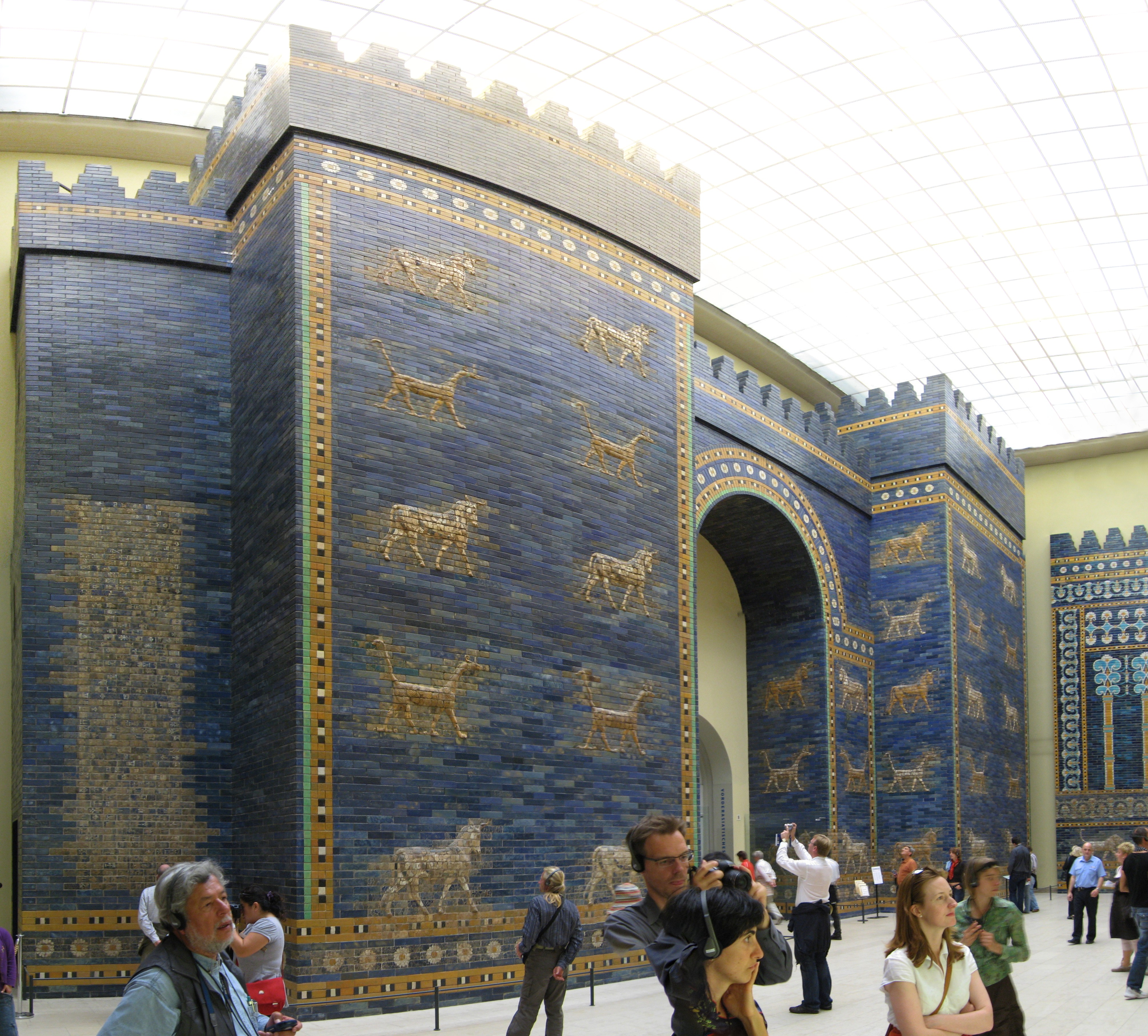
Ворота Иштар, собранные в берлинском музее из археологических материалов, доставленных Кольдевеем из Месопотамии

Зимой 1897/1898 годов Кольдевей вместе с востоковедом Эдуардом Захау отправился в разведывательную экспедицию в Месопотамию, целью которой было определить места для будущих раскопок, которые планировалось начать 24 января 1898 года по инициативе Германского восточного общества. В этот период времени им, среди прочих, были посещены руины таких древних городов, как Ашшур, Урук, Ниневия и Ларса. Во многом из-за его аргументов, основанных на присутствии цветных глазурованных плиток, местом раскопок был выбран именно Вавилон, хотя первоначально планировалось вести их в Ашшуре; вариант с Ниневией отпал, поскольку там уже работали англичане. Эффект, произведённый на дирекцию музеев Берлина демонстрацией Кольдевеем фрагментов глазурованных рельефов, также стал важным фактором для финансирования экспедиции Германским восточным обществом, правительством и кайзером Вильгельмом II. 12 декабря 1898 года Кольдевей пересёк Евфрат, а 26 марта 1899 года начались раскопки Вавилона на территории современного Ирака. Деятельность Кольдевея в долине Евфрата, изначально запланированная на период в 5 лет, завершилась лишь в 1917 году с вступлением британских войск в Багдад во время Первой мировой войны. В течение 18 лет — начиная с 1903 года — он проводил раскопки в Ашшуре, Шуруппаке, Абу Хатабе и Уруке, прерывавшиеся только тремя относительно короткими поездками в отпуск в Германию в 1904, 1911 и 1915 годах.
По возвращении из Месопотамии Кольдевей поселился в Берлине и работал директором по внешним связям в Берлинском музее. В 1921 году участвовал в раскопках на Арконе, остров Рюген, вместе с Карлом Шухардтом, который в 1925 году опубликовал письма Кольдевея и затем его некролог. Скончался после долгой болезни, вызванной суровыми условиями быта во время длительных раскопок. Надгробие его могилы на кладбище Лихтерфельде в Штеглиц-Целендорфе выполнено в форме вавилонского зиккурата.